# Helmuth Wanderoy
Hjalmar Helmuth Wanderoy, född 25 augusti 1920 i Stockholm, död 7 december 2017 i Uppsala, var en svensk trädgårdsman.
Wanderoy, som var son till trädgårdslärare Hjalmar Wanderoy och Rosa Bätz, avlade trädgårdsmästarexamen 1944 och hortonomexamen i Alnarp 1953. Han anställdes vid folkskoleseminariet i Luleå 1945, vid Uppsala universitets botaniska trädgård 1947, vid Alnarps trädgårdsekonomiska byrå 1951 och var akademiträdgårdsmästare vid Uppsala universitets botaniska trädgård från 1953. Han var sekreterare i Sveriges hortonomförbund 1959 och i Uppsala trädgårdssällskap 1960. Han skrev artiklar i fackpressen.